# Apostolischer Nuntius in Bulgarien
Der Apostolische Nuntius in Bulgarien ist der ständige diplomatische Vertreter des Heiligen Stuhles bei der Regierung des Staates Bulgarien.
Als ersten Diplomaten der Neuzeit entsandte der Heilige Stuhl 1925 Angelo Giuseppe Roncalli, den späteren Papst Johannes XXIII., nach Sofia. In der Zeit der Volksrepublik Bulgarien unterhielten die beiden Staaten keine diplomatischen Beziehungen. Erst nach der Demokratisierung entsandte der Heilige Stuhl 1991 wieder einen Nuntius nach Sofia.
Apostolischer Visitator
- Angelo Giuseppe Roncalli (1925–1931)

Apostolischer Delegat
- Angelo Giuseppe Roncalli (1931–1934)
- Giuseppe Mazzoli (1934–1945)

Apostolischer Nuntius
- Mario Rizzi (1991–1996)
- Blasco Francisco Collaço (1996–2000)
- Antonio Mennini (2000–2002)
- Giuseppe Leanza (2003–2008)
- Janusz Bolonek (2008–2013)
- Anselmo Guido Pecorari (2014–2021)
- Luciano Suriani (seit 2022)